# Isla del Macuco
Isla del Macuco (en portugués: Ilha do Macuco) es el nombre de una isla que forma parte de la Reserva Biológica de la Isla del Arvoredo (Reserva biológica da Ilha do Arvoredo), ubicada en el estado brasileño de Santa Catarina. También es conocida como la Isla de Amendoim (Ilha do Amendoim, literalmente Isla de maní), tiene aguas tranquilas y atrae a los buzos y pescadores en general.